# Kongói Demokratikus Köztársaság
A Kongói Demokratikus Köztársaság, korábbi nevén Zaire (ejtsd: [zaír]) , Közép-Afrikában található. Északon a Közép-afrikai Köztársaság és Dél-Szudán, keleten Uganda, Ruanda, Burundi és Tanzánia, délen Zambia és Angola, nyugaton pedig a Kongói Köztársaság határolja. 40 km hosszú tengerparttal rendelkezik a Kongó folyó torkolatánál. Afrika második legnagyobb területű és 4. legnépesebb országa, 2025-ben több mint 112 milliós népességgel.
Az ország rendkívül gazdag természeti erőforrásokban, ennek ellenére a világ egyik legszegényebb állama. Politikai instabilitás, polgárháborúk, etnikai konfliktusok, fertőző betegségek, az infrastruktúra hiánya, a kiterjedt korrupció sújtják.  
2018-ban körülbelül 600 ezer ember menekült el a szomszédos országokba a Köztársaság közepén és keleti részén zajló konfliktusok elől. Ekkor kétmillió gyerek éhezik, és a harcok miatt már 4,5 millió ember kényszerült elhagyni az otthonát.
A főváros Kinshasa után következő két legnagyobb város, Lubumbashi és Mbuji-Mayi egyaránt bányászváros. Az ország legjelentősebb exportcikkei a kitermelt ásványkincsek. 2019-ben Kína vette át az exportjának több mint felét.

## Neve
Az egykori Kongói Szabad Állam, majd mint Belga Kongó megszűnése után függetlenné vált ország a Kongó-Léopoldville, majd a Kongó-Kinshasa nevet vette fel, 1971-től pedig Zaire néven létezett. 1997-ben a neve a jelenleg is használatosra változott.
Léopoldville nevét 1966-ban változtatták Kinshasára (ejtsd: [kinsasza]), az országra így "Kinshasa-Kongó" néven is szoktak a közérthetőség kedvéért hivatkozni. Kisásá lingala nyelven sópiacot jelent.

## Történelem
Közép-Afrika északi és északnyugati területein az i. e. III–II. évezred fordulóján benépesülés figyelhető meg. Élelmiszernövényeket termesztettek, tartottak valamennyi állatot, és olajpálma alapú kertművelést folytattak. Évszázadokkal később, i. e. 2500 körül a banánt már ismerték a mai Dél-Kamerunban.
A feltehetőleg bantu nyelvű neolitikus, falvakban lakó, vasat használó népek kiszorították a korábbi pigmeus népességet (helyi nevük „bitwa” vagy „twa”) az ország legnagyobb részéről. Az északkeleten, Szudán Dárfúr és Kordofán tartományaiból kiinduló, kelet-afrikainak nevezett vándorlás is sodort Kongó keleti részébe különféle etnikai csoportokat.
A Kongó-medence területét a középkor évszázadaiban a Kongó Királyság uralta.
A területet az európai gyarmatosítók megjelenésétől a rabszolga-kereskedelem sújtotta, amely óriási emberveszteségeket okozott. A portugálok, hollandok és angolok után a 19. század második felében a kelet-afrikai Zanzibár kereskedői is megjelentek a területen, akik évi 50–70 ezer embert hurcoltak el Zanzibár, illetve a Közel-Kelet területére.
1885-től kezdve II. Lipót belga király kegyetlen imperialista diktatúrája uralkodott egy negyedszázadon át. A Kongói Szabadállamnak nevezett terület a király magángyarmata volt, ahol milliók rabszolgamunkájával számtalan gumiültetvényt létesítettek és tartottak fenn, a népirtás módszereit alkalmazó zsoldoshadsereg közreműködésével. 

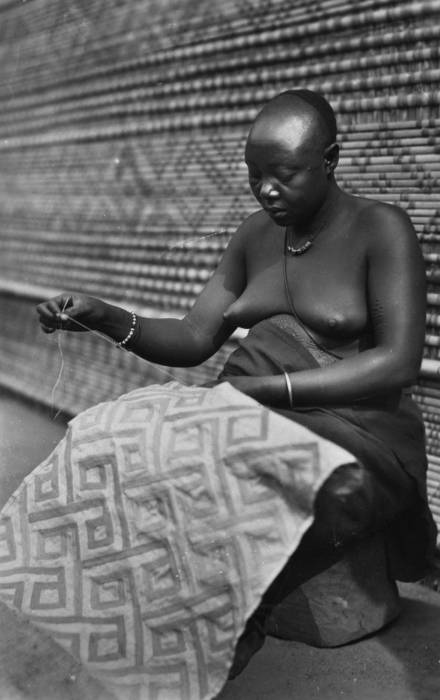
Egy kuba törzsi asszony sző az 1930-as években

 Az ország lakosságának létszáma ebben az időszakban 15 millióval csökkent. (Tehát évente egymillió fővel) 1908-ban a nyílt terrort felszámolva Belgium átvette a hatalmat a közigazgatás fölött. Az országot ettől kezdve Belga Kongónak nevezték, megkezdődött a bányakincsek kiaknázása és az ültetvények megalapítása.
Belga Kongó függetlenségét 1960. június 30-án kiáltotta ki Kongói Köztársaság néven. Mivel Közép-Kongó francia gyarmat is ezen a néven kiáltotta ki függetlenségét, a közbeszédben fővárosaik után „Léopoldville Kongó” és „Brazzaville Kongó” néven említették őket. 1966-ban Joseph Mobutu az ország hivatalos nevét Kongói Demokratikus Köztársaságra változtatta, amely 1971-ben Zaïre Köztársaságra változott.
A függetlenség kikiáltása után röviddel Katanga tartományban (Moise Csombe vezetésével) és Dél-Kasai tartományban szakadár mozgalmak léptek fel az új vezetés ellenében. A következőkben válságos lett Kasavubu elnök és Lumumba miniszterelnök viszonya. 1960. szeptember 5-én Kasavubu megfosztotta Lumumbát hivatalától. Lumumba Kasavubu lépését alkotmányellenesnek nyilvánította és így nyílt szakadás keletkezett a két vezető között.
Lumumba még ezt megelőzően kinevezte Joseph-Désiré Mobutut az új Kongói Nemzeti Hadsereg vezérkari főnökévé. Amikor nyílttá vált Kasavubu és Lumumba ellentéte, Mobutu elég támogatást érzett maga mögött a hadseregben ahhoz, hogy fellázadjon. Az Egyesült Államok és Belgium pénzügyi támogatásával Mobutu meg tudta fizetni katonái iránta való lojalitását. A nyugati hatalmak ellenérzése a kommunizmus és a baloldali ideológiák iránt magyarázzák, hogy miért döntöttek Mobutu finanszírozása mellett, aki a „rend” fenntartását ígérte az új államban.
1961. január 17-én katangai erők és belga ejtőernyősök elrabolták és kivégezték Lumumbát. A lépés mögött a Katangában és Dél-Kasaiban folyó réz- és gyémántbányászatban érdekelt külföldiek álltak. Ezután káosz jött.

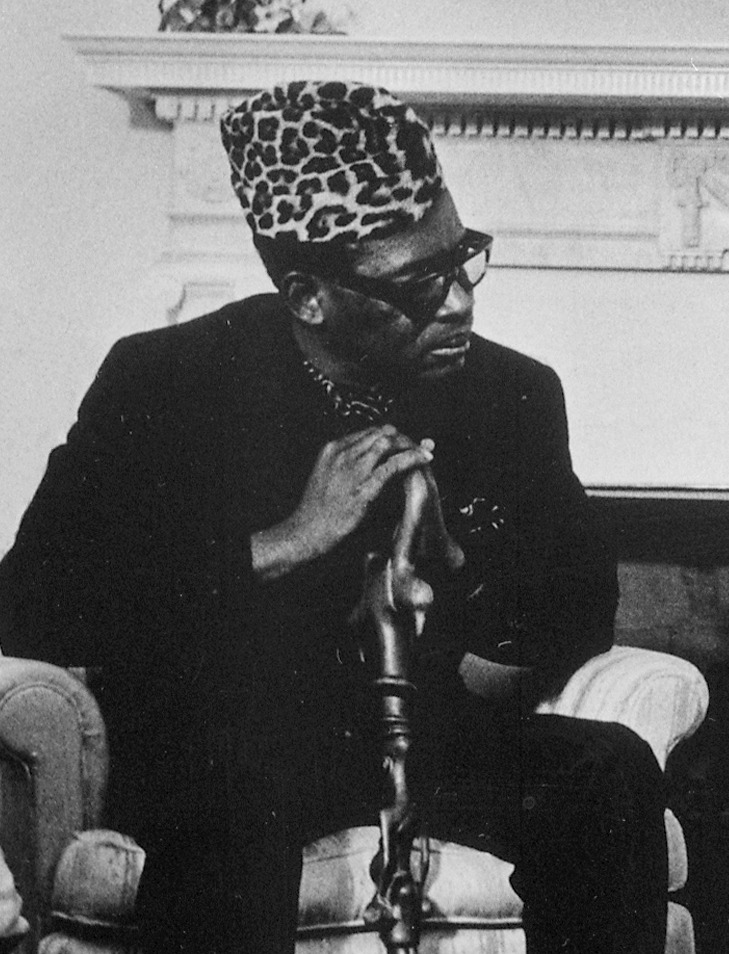
Mobutu

Öt évi rendkívül zavaros, nyugtalan időszak után Mobutu, akkor altábornagy, puccsal eltávolította Kasavubu elnököt 1965-ben.

Zaïre zászlaja

Ekkor kezdődött Mobutu több évtizedes hatalma, aki ezen idő alatt a legkorruptabb afrikai autokrata vezetővé vált. Egypárti rendszer épült ki, Mobutu önmagát államfőnek nyilvánította. A rendszeresen megtartott szavazásokon ő volt az egyetlen jelölt. Viszonylagos béke és stabilitás következett. 1971-ben az ország új neve Zaire lett. Mobutu egy autentikus afrikai rendszert akart kiépíteni. A lakosságot kötelezték, hogy keresztény nevek helyett eredeti afrikai neveket vegyenek fel, szabályozták a ruházkodást. 1972-ben Mobutu a saját nevét is megváltoztatta. Új neve: Mobutu Szesze Szeko Nkuku Ngbendu wa Za Banga, vagyis „Mindenható harcos, aki kitartása és rendíthetetlen győzni akarása révén győzelmet győzelemre halmoz, és nyomában tűz gyullad”.
Mobutu kormányzata rendszeresen megsértette az emberi jogokat, politikai elnyomás volt az országban és személyi kultuszt építettek ki. Minden kongói bankjegyen ott volt Mobutu képe, képei ott voltak a középületeken, sok üzlethelyiségben, a hirdetőtáblákon és gyakran a közemberek ruháján is. Ezen kívül súlyos korrupció gyötörte az országot a hatalmas infláció miatt. A korrupciót gyakran zaïre-i betegségnek nevezték. Maga Mobutu „sem volt mentes” tőle, 1984-ben 4 milliárd amerikai dollár betétje volt svájci bankokban. Ez közel annyi, mint hazájának egyévi nemzeti jövedelme. A nemzetközi segítség leggyakrabban Mobutut gazdagította, miközben az utak oly mértékben tönkrementek, hogy az 1960-ban létezett hálózatnak csak egynegyede maradt meg. Ennek ellenére javarészt élvezte a nyugati hatalmak támogatását azok gazdasági és stratégiai érdekei miatt.
A szubszaharai térség figyelmének középpontjában álló ország a Föld egyik legszegényebb államaként folyamatos harcok színtere: Kongó mindig is részese volt a politikai – gazdasági – etnikai küzdelmeknek. 1994 óta Kongót etnikai összeütközések és polgárháború sújtják, amelyeket a ruandai népirtás elől menekülő tömegek robbantottak ki. Mobutu kormányát 32 év után a Laurent-Désiré Kabila által vezetett felkelés döntötte meg 1997 májusában. Ekkor az országot átnevezték Kongói Demokratikus Köztársaságra.

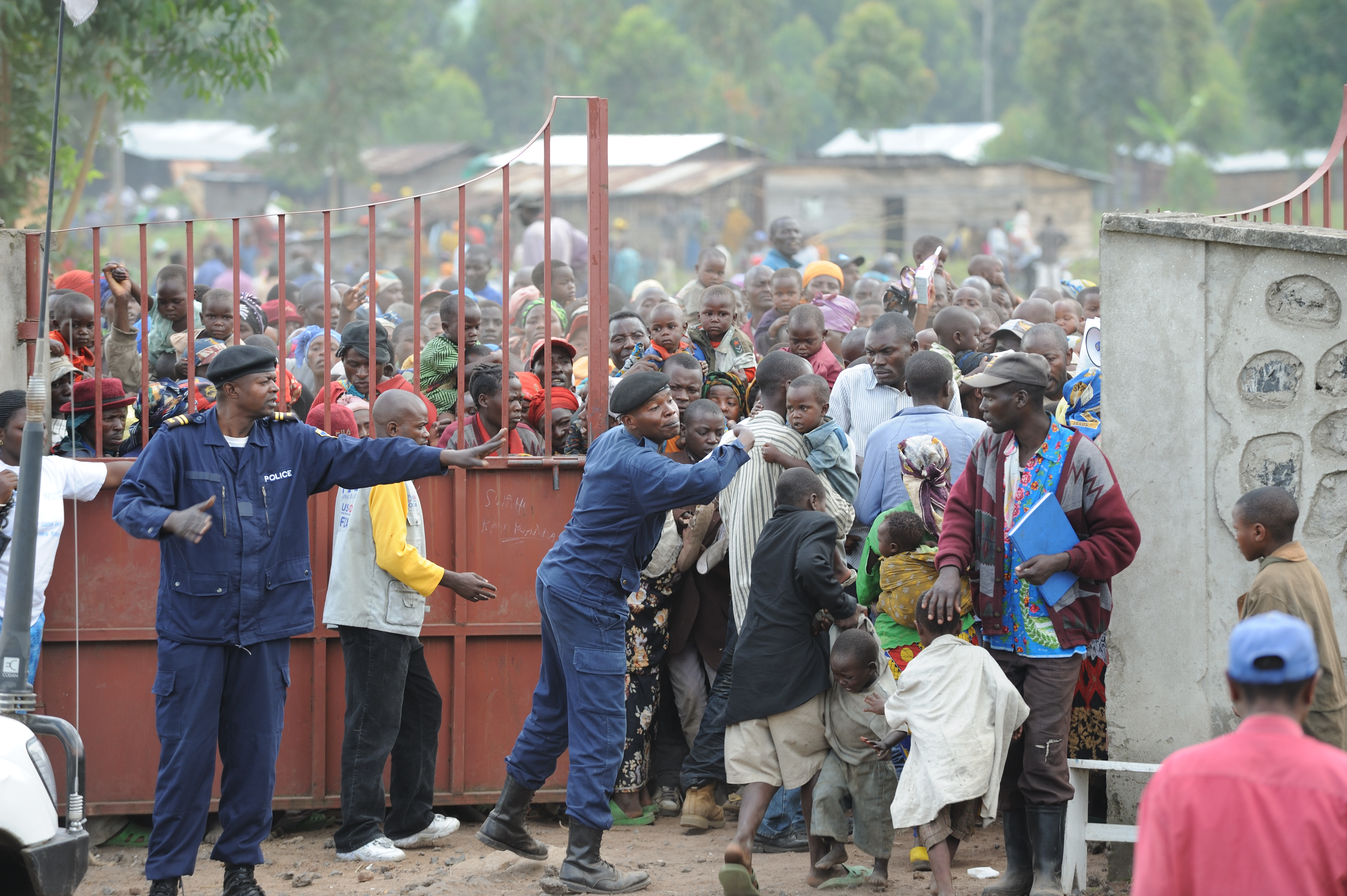
UNICEF segélyt osztanak Goma térségében (2008)

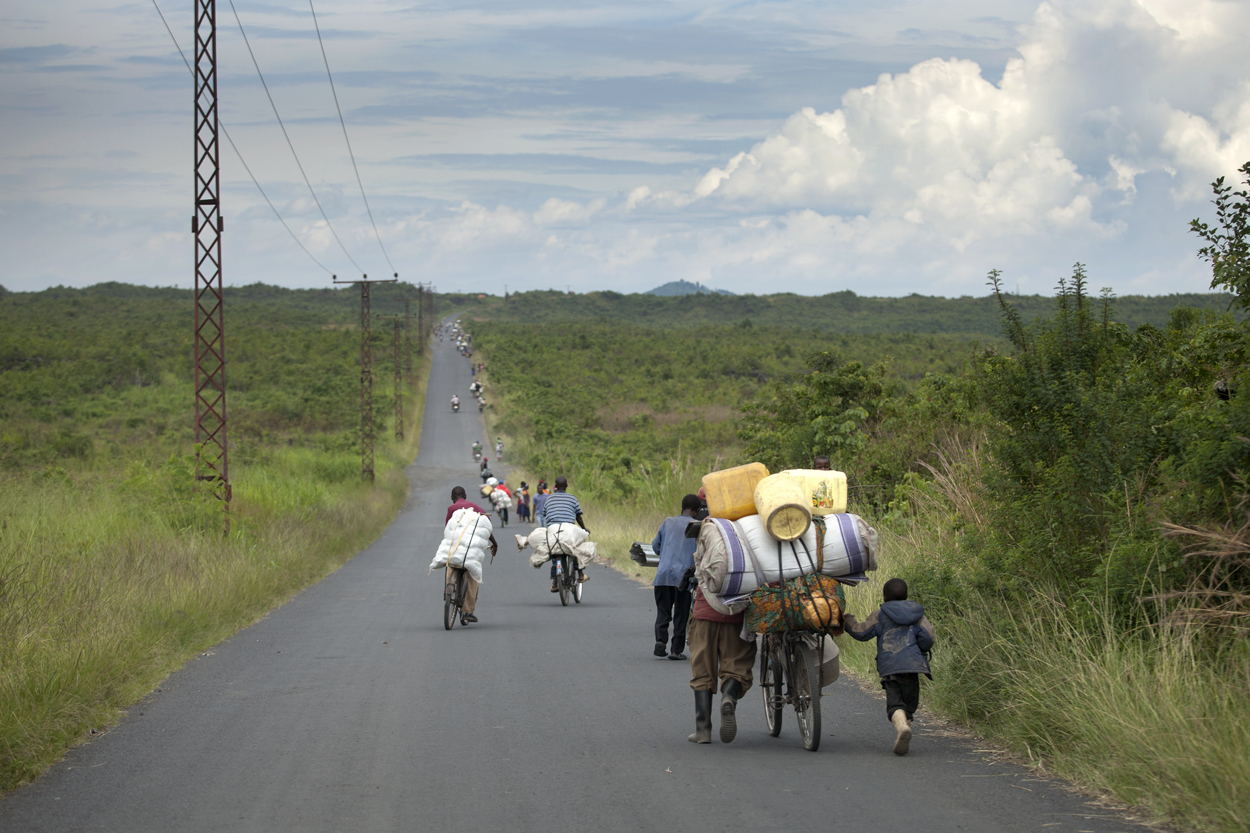
A lakosság menekül a falvakból Goma térségében az FARDC és a lázadó csoportok közötti harcok miatt (2012)

1996-1998 között az első kongói háború, 1998 óta a második kongói háború sújtja az országot, amely a világ legvéresebb fegyveres konfliktusa a második világháború óta. Ebbe a háborúba a térség szinte minden állama beleavatkozott – Ruanda és Uganda a jelenlegi hatalmi elit ellen, Zimbabwe, Angola, Namíbia, Csád és Szudán pedig a védelmében. Bár az országban jelen vannak az 
ENSZ békefenntartó katonái, mégis vannak egyes vidékek, ahol a lázadóknak teljes hatalmuk van.
Az országban nagy mennyiségben található arany, ón, tantál, volfrám bányászatához kapcsolódó erőszakos cselekedetekért, háborúkért egyes civil szervezetek az elektronikai vállalatokat teszik felelőssé, amennyiben illegálisan, a feketepiacról szerzik be a termékeik (laptopok, mobiletelefonok) előállításához szükséges alapanyagok egy részét és ezzel támogatják az országban egymással vetélkedő fegyveres szervezeteket, akik a feketepiacot uralják. Az országban folyó tantál bányászathoz szükséges erdőirtás egyes gorilla populációk élőhelyét is csökkenti.
2006 júliusában volt az ország történelmének második demokratikus választása (az elsőn választották meg Lumumbát). Ebben segédkezett 18 ezer 
ENSZ-békefenntartó és a 2 ezer fős Európai Unió-haderő (köztük két magyar tiszt). A választás győztese Joseph Kabila lett, 45%-kal.

## Természetföldrajz

### Domborzat
Az ország nagy részét az esőerdőkkel borított, folyókban és peremhegységekben gazdag Kongó-medence alkotja. Ez dél fele fokozatosan emelkedő táblás vidékbe, a szavannás Shaba- (Katanga-) fennsíkba  és a Mitumba-hegységbe  megy át.
Az ország keleti határát a Kelet-afrikai árok alkotja (tszfm. 600-1400 m), amelynek peremén magasra kiemelt röghegységek (pl. Mitumba-hegység) jöttek létre. A Virunga-hegység ma is aktív vulkánjairól nevezetes. 
Az óriási területű országnak a méretéhez képest elenyészően kicsi tengerpartja is van, ami a legnyugatibb határa, de ez a part is több tíz kilométer hosszú. A tengerrel az Alsó-Kongó nevű kelet–nyugati tájolású hosszúkás tartomány révén van kapcsolata az országnak (Angola és Cabinda által közrefogva, ami Angola exklávéja).
Domborzatilag az ország területének 
- 27%-a 500 méternél alacsonyabb,
- 50%-a 500-1000 tszfm. között,
- 22%-a 1000-2000 méter közt,
- 1%-a 2000 méter tszfm. felett fekszik.

Legmagasabb pontja a keleti szélén a Rwenzori-hegységben található Stanley-hegy Margherita-csúcsa; 5109 m.

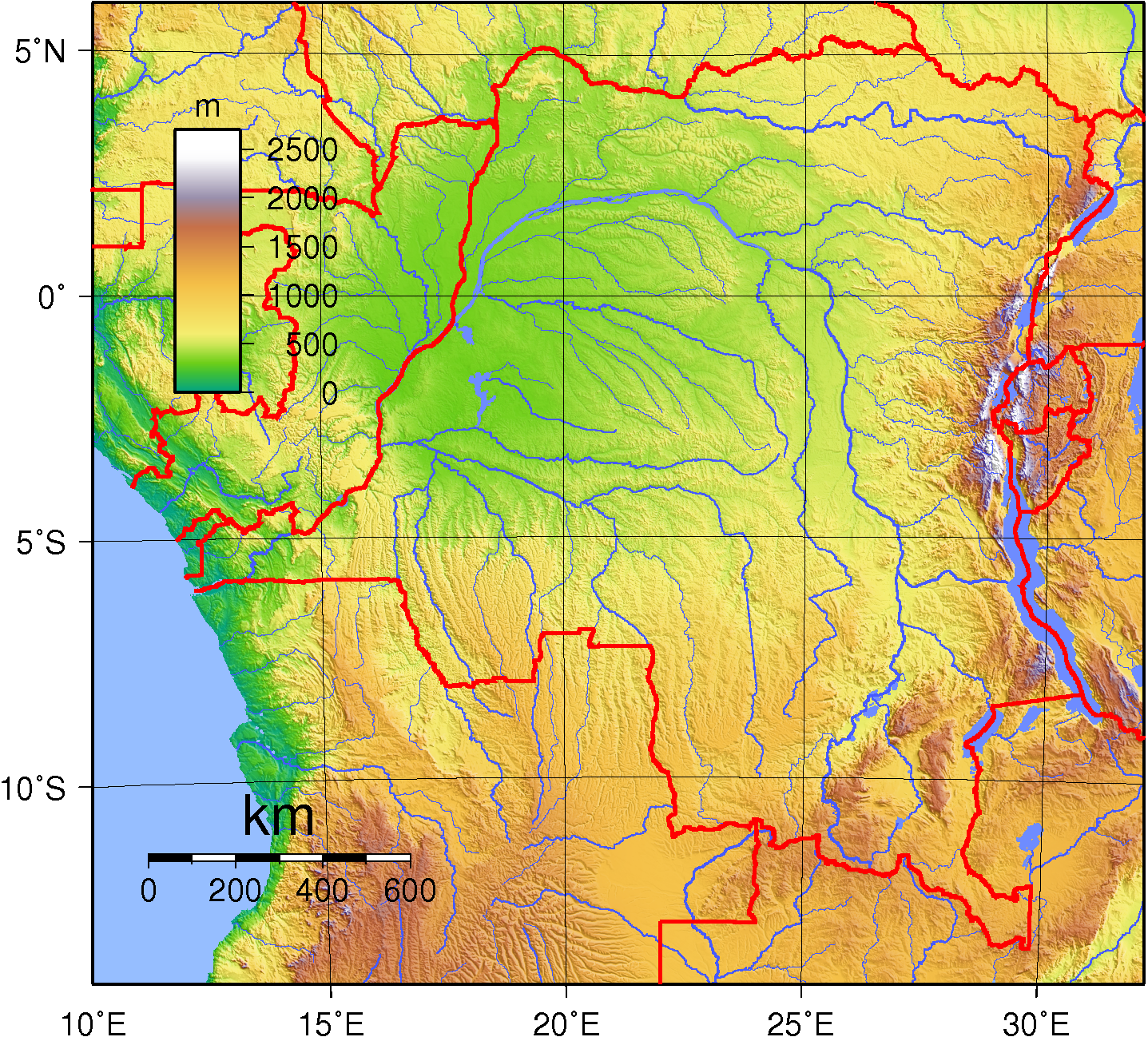
Az ország domborzati térképe
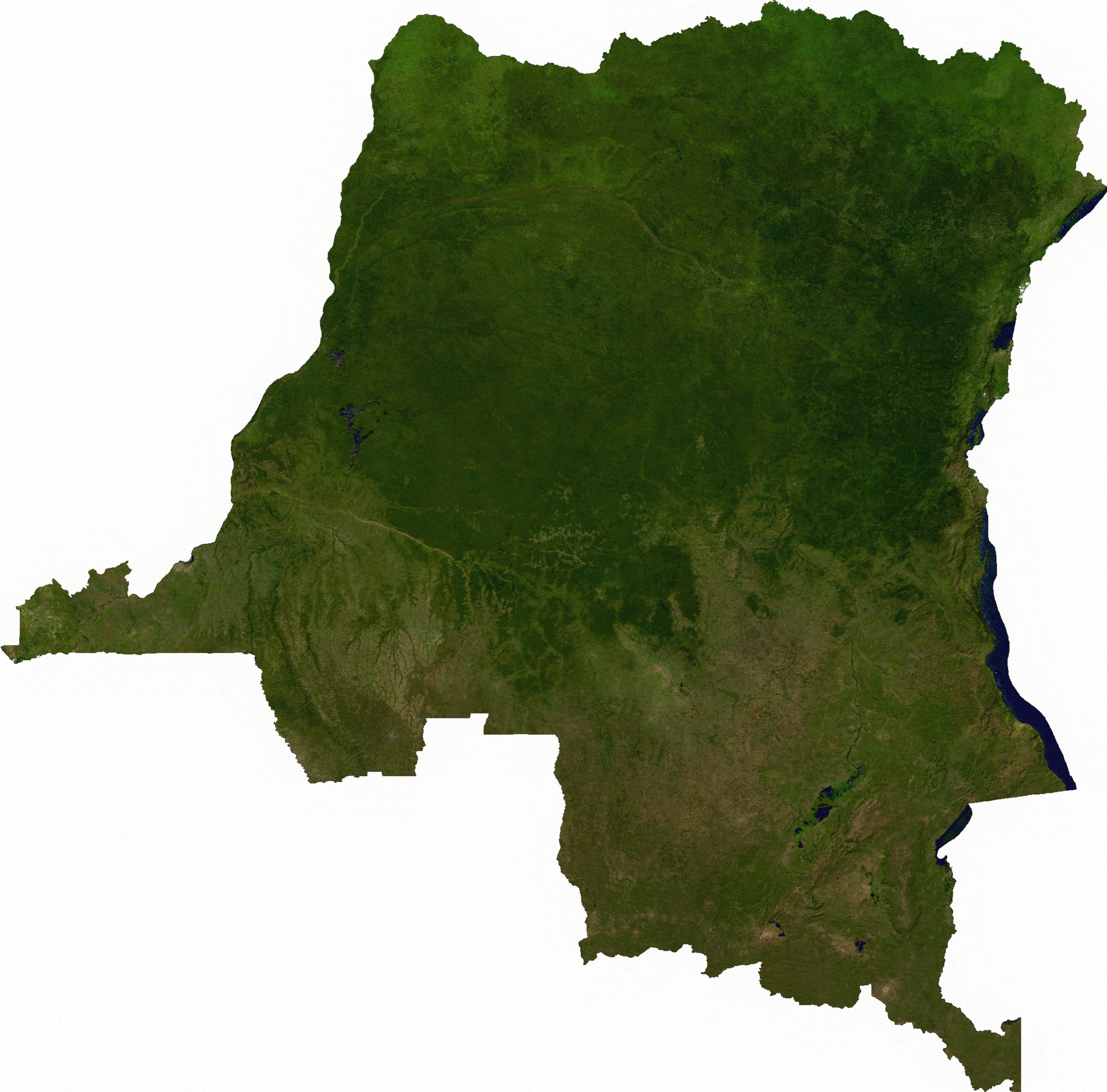
Műholdas kép
A fő folyók és tavak

### Vízrajz
Az ország vízrajzi tengelye a Lualaba és folytatásában a Kongó folyó, a Föld egyik legbővizűbb folyója. Jobb oldali mellékfolyói közül a Luapula, a Luvua, a Lukuga, az Aruwimi és az Ubangi, illetve az abba ömlő Uele a legnagyobbak. A bal oldali folyók közül a Kasai emelkedik ki. 
Az ország keleti határán, a Közép-afrikai-árokban nagy, mély vizű tavak sorakoznak.
Legnagyobb tavai: Tanganyika-tó, Albert-tó (korábban Mobutu-tó), Mweru-tó, Kivu-tó, Edward-tó (korábban Rutanzige-tó), Mai-Ndombe-tó.

### Éghajlat
Egyenlítő menti helyzete miatt az ország középső és északi részén trópusi esőerdő éghajlat uralkodik. Az éves csapadékmennyiség sok helyen meghaladja a 2000 mm-t, eloszlása egyenletes, csúcsértéke tavasszal és ősszel van. Az évi középhőmérséklet 24–25 °C, a napi és évi ingadozás csekély.
Az ország déli részét trópusi szavanna klíma jellemzi, a téli félévben 3-5 hónapos száraz évszakkal, 1000-1400 mm évi csapadékösszeggel. Az évi középhőmérséklet a magassággal együtt csökken, például a Katanga-fennsík 1250 m magas központi részén 19 °C.

#### Éghajlatváltozás
A Notre Dame-i Egyetem kutatói alapján a klímaváltozás miatt a Földön az egyik legsebezhetőbb ország és az éghajltváltozásra az egyik legfelkészületlenebb ország.

### Környezeti problémák
A fő környezeti problémái közé tartozik az erdőirtás, az orvvadászat, a vízszennyezés, a talajerózió, a biodiverzitás csökkenése.
2000 és 2014 közötti adatok alapján az ország évente átlagosan 570 ezer hektár esőerdőt (0,2%) veszített az erdőirtás miatt.
Az egzotikus állatok vagy az elefántcsont kereskedelme miatt folytatott orvvadászat egyesek számára a szegénységből való kitörés egy útja, míg bizonyos lázadó csoportok számára a polgárháború anyagi finanszírozásának eszköze.
A bányászat miatti visszafordíthatatlan környezetkárosítás és vízszennyezés szintén folyamatos, komoly probléma. A 2021 aug.-i incidensben a Kongó mellékfolyóinak vízszennyezése 12 ember halálát és több ezer ember megbetegedését okozta.

### Természetvédelem

#### Nemzeti parkjai
- Garamba Nemzeti Park
- Maiko Nemzeti Park
- Upemba Nemzeti Park
- Kundelungu Nemzeti Park
- Kahuzi-Biéga Nemzeti Park
- Mangrove Nemzeti Park
- Virunga Nemzeti Park
- Salonga Nemzeti Park
- Lomami Nemzeti Park[25]

#### Természeti világörökségei
A listán szereplők:
- Garamba Nemzeti Park
- Kahuzi-Biéga Nemzeti Park
- Okapi Vadrezervátum
- Salonga Nemzeti Park
- Virunga Nemzeti Park

Javaslati listán szereplő parkok:
- - Dimba és Ngovo barlangjai (Kongó Központi tartomány), (1997)
  - Matupi-barlang (Orientale tartomány), (1997)
  - Upemba-medence (Katanga Tartomány), (1997)

### Növényvilág
A központi medence és az atlanti partvidék természetes növénytakarója a trópusi esőerdő. A déli és délkeleti vidékeken lombhullató erdő és nedves szavanna alkotja a természetes növénytakarót. A trópusi esőerdők több lombkoronaszintű, igen fajgazdag erdők óriásfái az álmahagónifák és az afromahagónifák, amelyek afrikai mahagóni néven kerülnek a faipar piacára. A peremvidékek felé haladva az örökzöld esőerdőket először félig lombhullató erdők, majd szavannaerdők váltják fel. A szavannaerdőket füves szavannák szegélyezik. A Kongó folyót galériaerdők kísérik, torkolatvidékén jellemzőek a mangrovemocsarak. Fontos termesztett növény az olajpálma.

### Állatvilág
Állatvilága gazdag, mivel a trópusi esőerdőktől a szavannákig sokféle élőhely megtalálható. A ragadozók közül előfordul a panyókás sakál, a gepárd, a szervál, az oroszlán, a párduc és a foltos hiéna. A nagytestű növényevők jellegzetes képviselője az elefánt, a páratlanujjú patások jellemző faja a szélesszájú orrszarvú. A párosujjú patások közül él itt varacskos disznó, impala, tehénantilop, okapi, nagykudu.

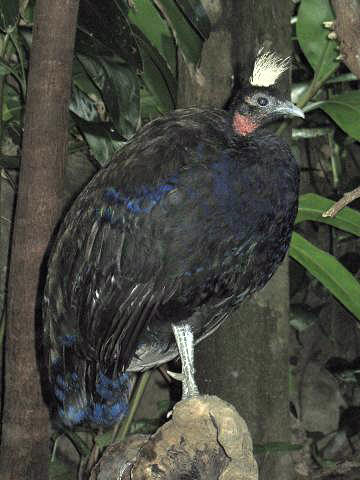
Kongói páva
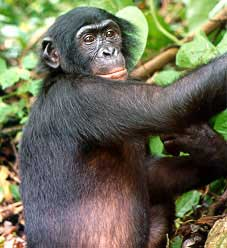
Bonobó
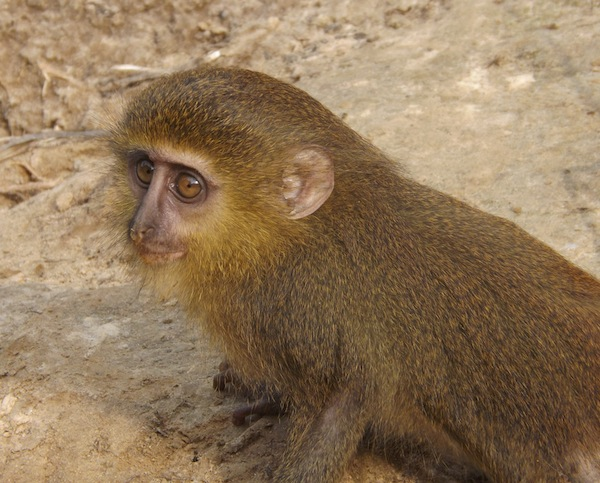
Lesula-cerkóf
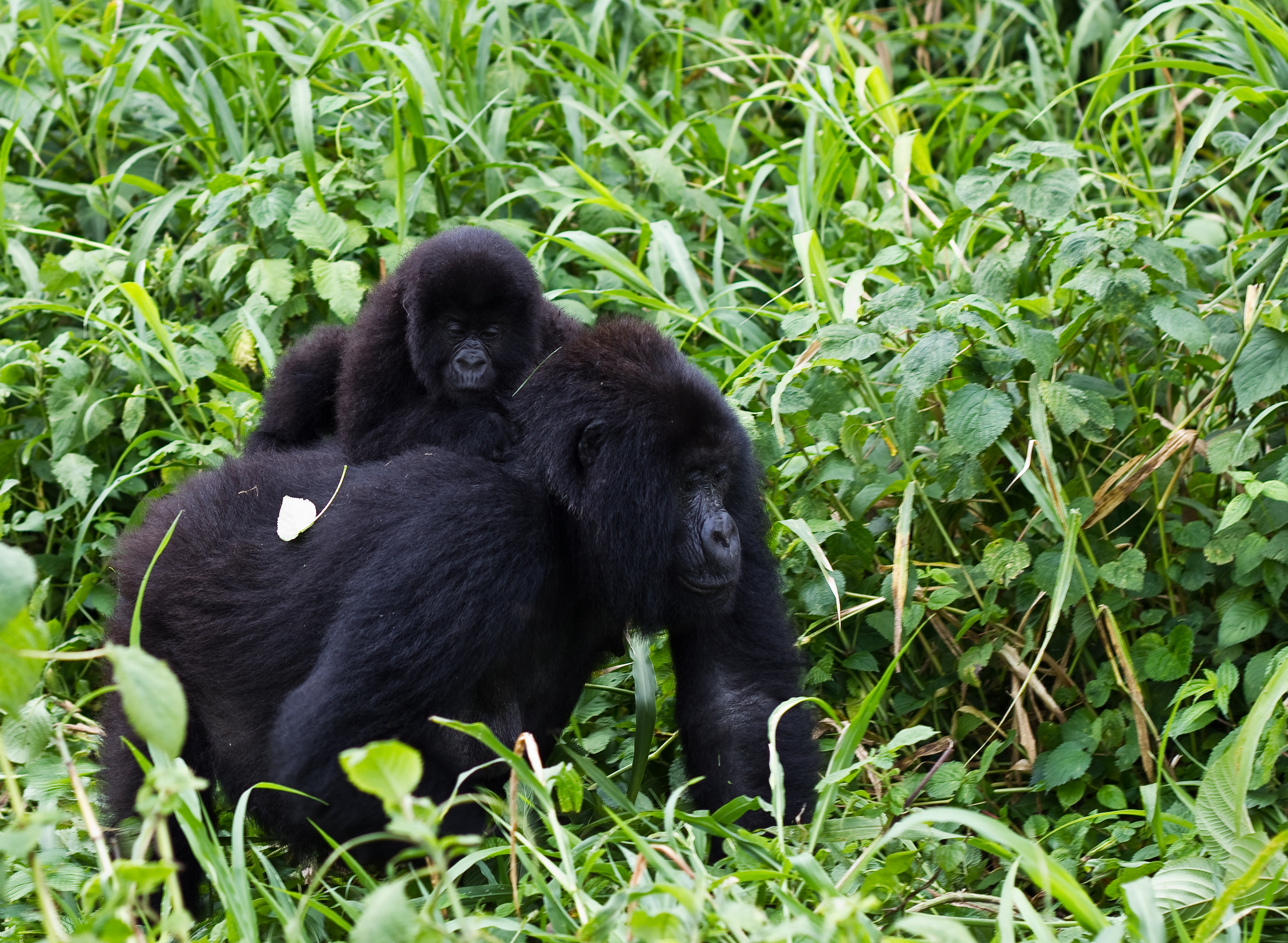
Hegyi gorilla a Virunga Nemzeti Parkban
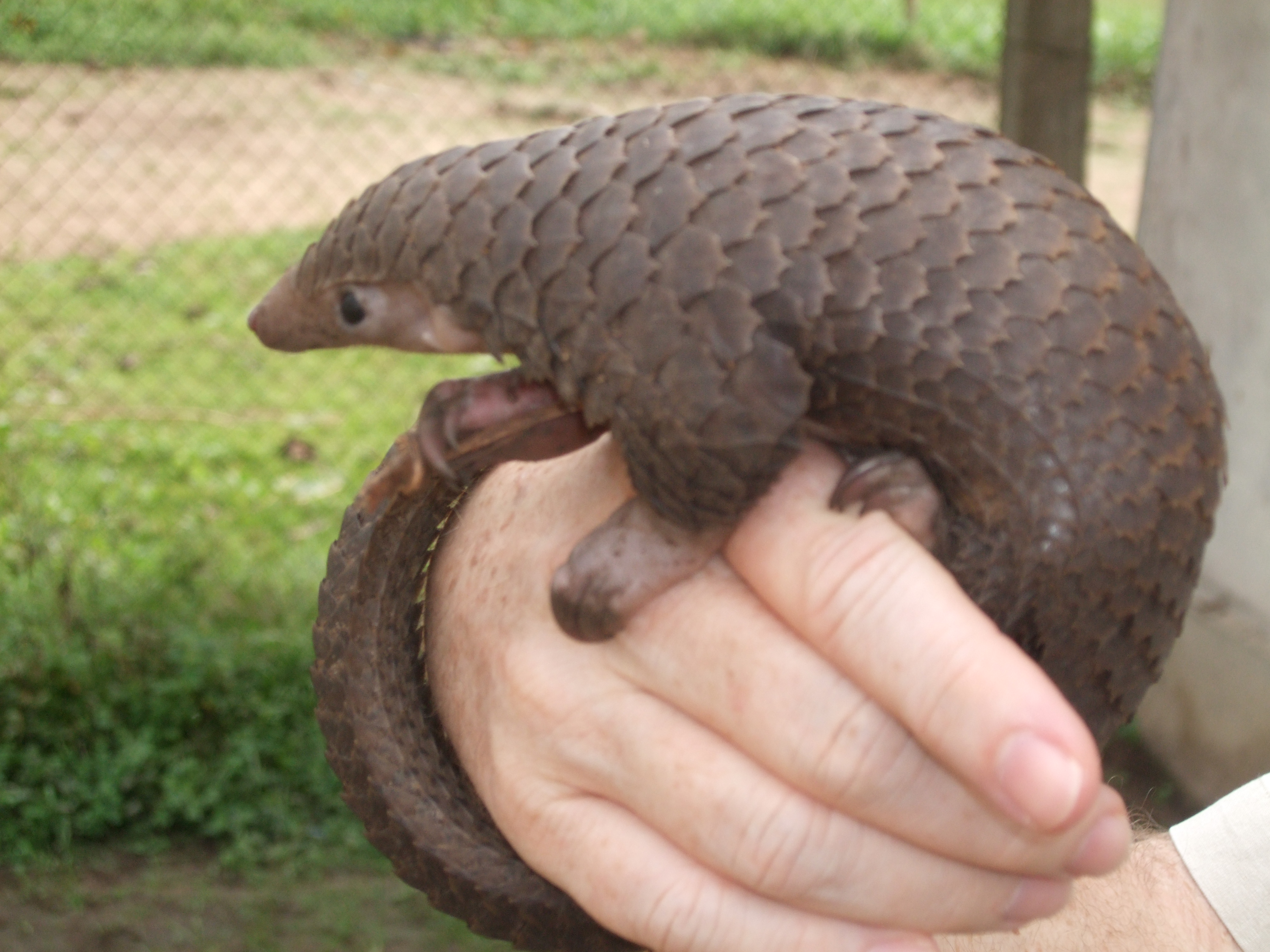
Fehérhasú tobzoska
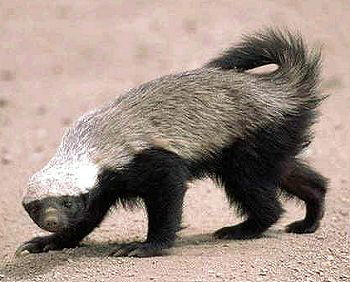
Méhészborz
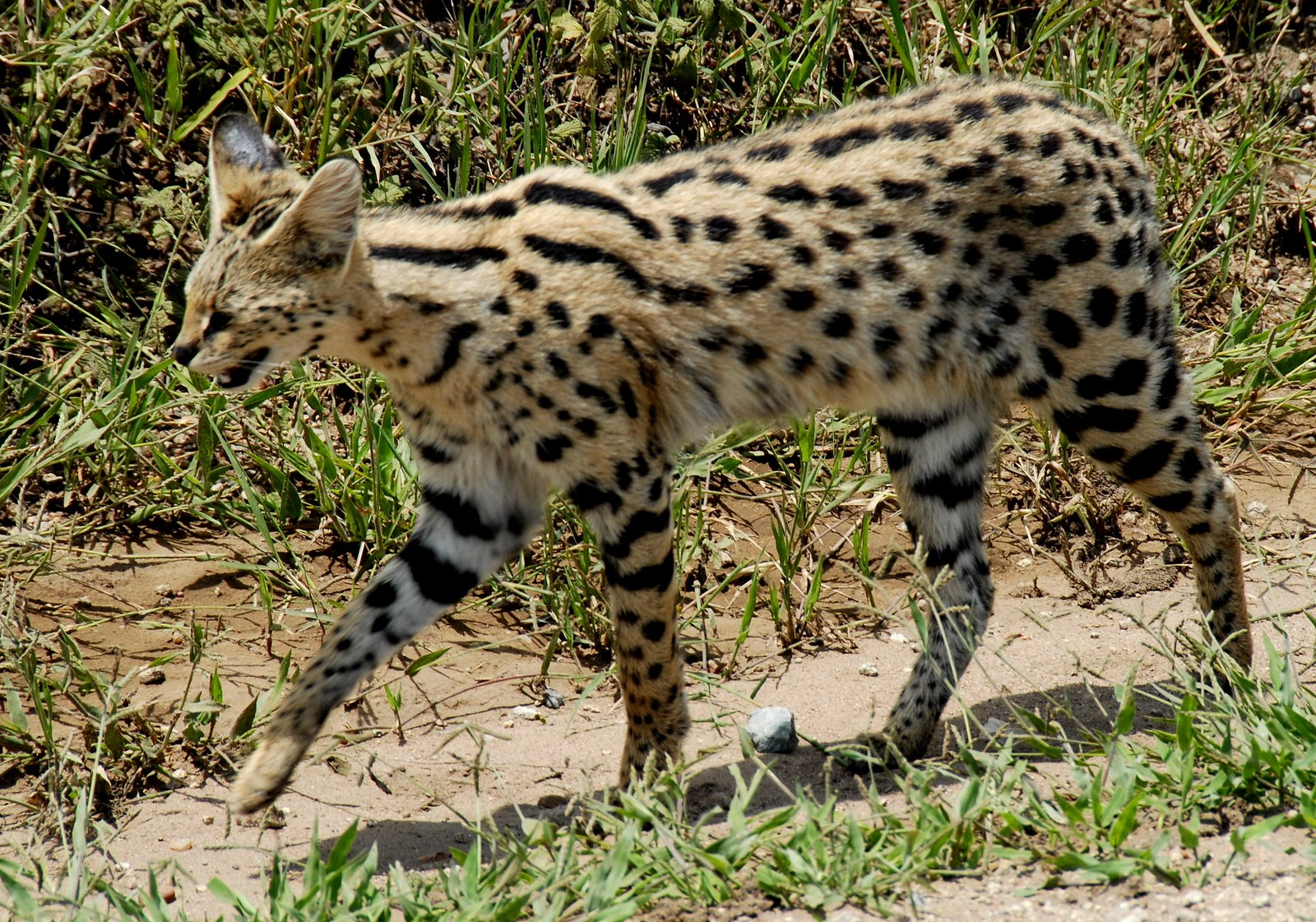
Szervál
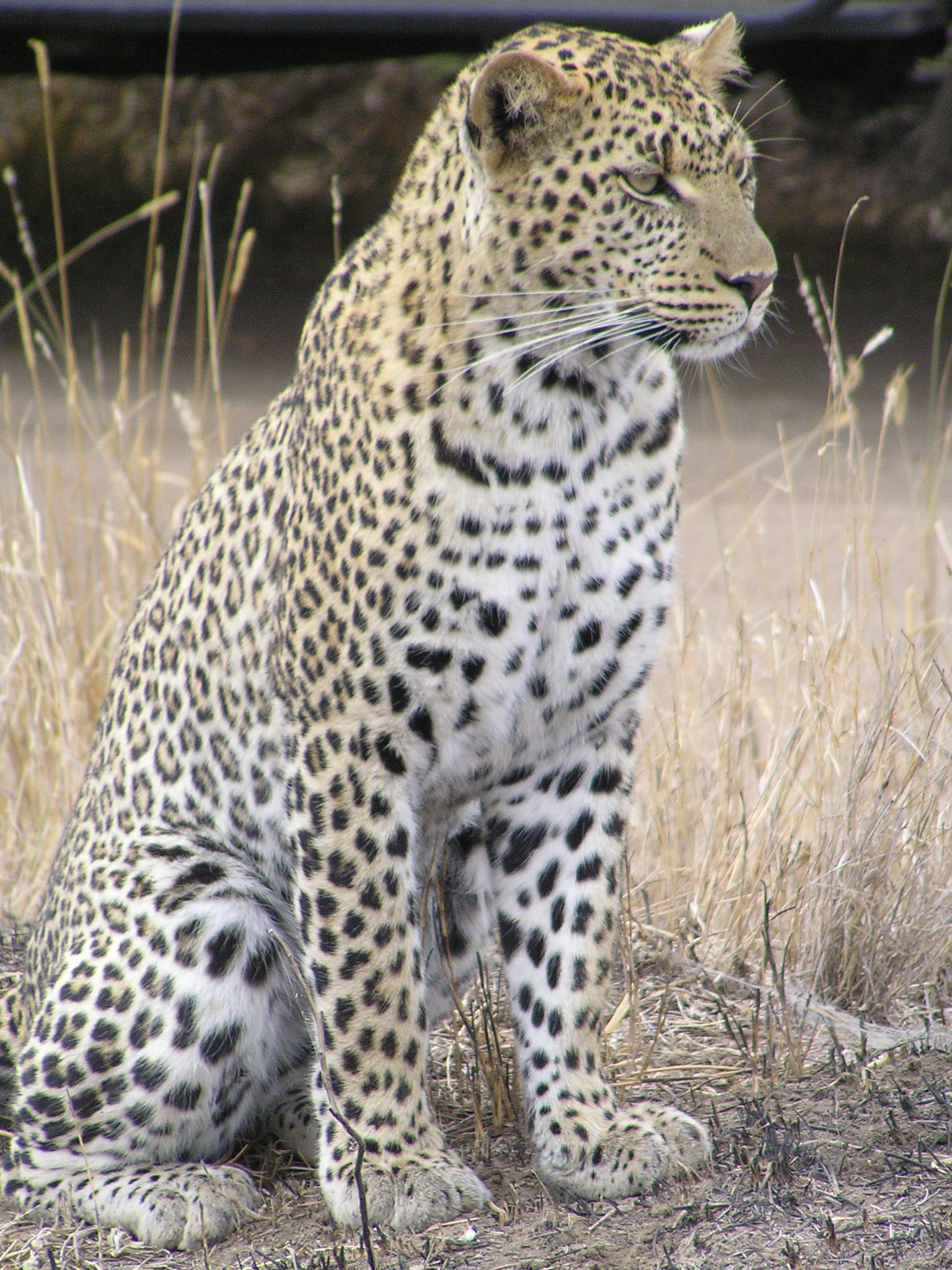
Leopárd
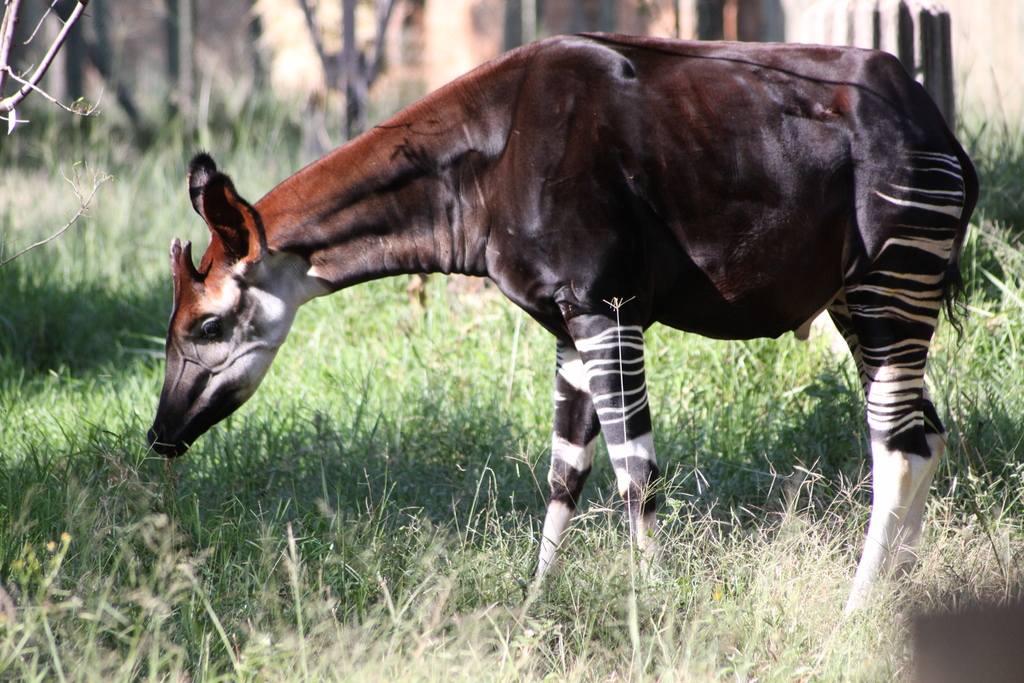
Okapi

## Politika és közigazgatás

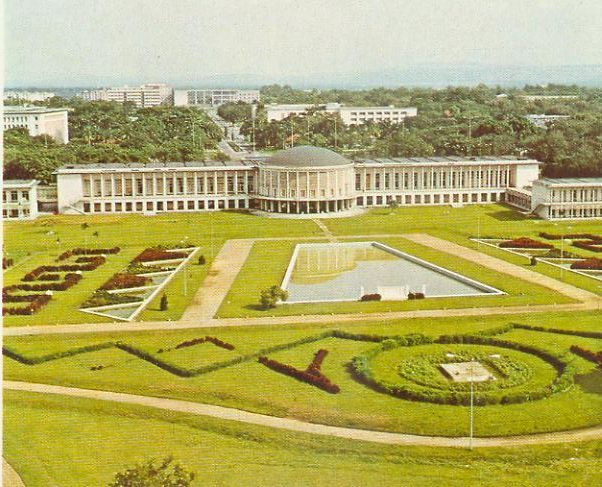
Palais de la Nation, az elnöki palota

A két alkotmány közötti interregnum (2003–2006) óta a Harmadik Köztársaság Alkotmánya érvényes. Az alkotmány, melyet a 2005-ben tartott névszavazás fogadott el, és melyet Joseph Kabila  elnök hirdetett ki, decentralizált, félelnöki köztársaságot alapít meg, melyben elvileg a végrehajtó, a törvényhozó és az igazságszolgáltató hatalmi ágak szétválnak, a jogok megoszlanak a központi kormányzat és a tartományi kormányzatok között.
Kétkamarás nemzeti törvényhozás működik, egy 500 fős, öt évre közvetlenül megválasztott Nemzetgyűléssel, valamint egy 108 fős, tartományi gyűlések által választott szenátussal. A képviselők mandátuma öt évre szól.

### Jogállamiság
A Freedom House 2022-es jelentése az országot a »nem szabad« kategóriába sorolta. A politikai rendszerét az elmúlt években megbénította a választási folyamat az elit általi manipulálása. Az emberek nem gyakorolhatják szabadon alapvető polgári szabadságjogaikat, és korrupció jellemző. A választási keretek a gyakorlatban nem biztosítják a választások átláthatóságát.
A szavazásokat erősen kritizálták a szavazók elnyomása és a választási csalások miatt. A katolikus egyház és a civil társadalmi koalíció, a Synergy of Citizen Election Observation Missions megfigyelői tömeges csalásokról és szabálytalanságokról számoltak be.
Az ellenzéki pártok és a civil társadalom gyakran kritizálja a Nemzeti Választási Bizottságot (CENI) és az Alkotmánybíróságot a függetlenség hiánya és az elnök támogatása miatt.

### Politikai pártok
Több száz párt létezik, amelyek közül sok etnikai vagy regionális alapon szerveződik. A legtöbb azonban nem rendelkezik országos hatókörrel, működési képességük a gyakorlatban korlátozott. Az ellenzék vezetőit és támogatóit gyakran megfélemlítik, és korlátozzák őket, valamint a kampányhoz vagy nyilvános események szervezéséhez való jogukat.

### Tartományok és területek
A Kongói Demokratikus Köztársaság 2005-ben született alkotmánya az országot 25 nagy önállósággal rendelkező autonóm tartományra és a fővárosi területre osztotta. Az egyes tartományok további körzetekre oszlanak. A tartományi felosztás az alkotmány elfogadásától számított 36 hónap múlva, vagyis 2009 februárjában lép teljes hatályba, pontosabban 2009. február 19-én.
|     | Tartomány      | Főváros    |
| --- | -------------- | ---------- |
| 1.  | Kinshasa       | Kinshasa   |
| 2.  | Kongó-központi | Matadi     |
| 3.  | Kwango         | Kenge      |
| 4.  | Kwilu          | Kikwit     |
| 5.  | Mai-Ndombe     | Inongo     |
| 6.  | Kasai          | Luebo      |
| 7.  | Lulua          | Kananga    |
| 8.  | Kelet-Kasai    | Mbuji-Mayi |
| 9.  | Lomami         | Kabinda    |
| 10. | Sankuru        | Lodja      |
| 11. | Maniema        | Kindu      |
| 12. | Dél-Kivu       | Bukavu     |
| 13. | Észak-Kivu     | Goma       |

|     | Tartomány     | Főváros    |
| --- | ------------- | ---------- |
| 14. | Ituri         | Bunia      |
| 15. | Felső-Uele    | Isiro      |
| 16. | Tshopo        | Kisangani  |
| 17. | Alsó-Uele     | Buta       |
| 18. | Észak-Ubangi  | Gbadolite  |
| 19. | Mongala       | Lisala     |
| 20. | Dél-Ubangi    | Gemena     |
| 21. | Egyenlítői    | Mbandaka   |
| 22. | Tshuapa       | Boende     |
| 23. | Tanganyika    | Kalemie    |
| 24. | Felső-Lomami  | Kamina     |
| 25. | Lualaba       | Kolwezi    |
| 26. | Felső-Katanga | Lubumbashi |

A Kongói Demokratikus Köztársaság új tartományi felosztása

A korábbi felosztás szerinti 11 tartomány a következő volt:
1. Bandundu
2. Alsó-Kongó
3. Egyenlítői
4. Nyugat-Kasai
5. Kelet-Kasai
6. Katanga
7. Kinshasa
8. Maniema
9. Észak-Kivu
10. Orientale tartomány
11. Dél-Kivu

## Népesség

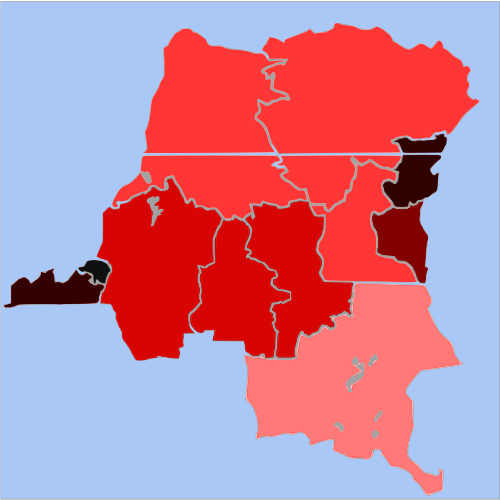
Az ország népsűrűségi térképe, tartományok alapján (2010-ben) fő/km²:
> 100
75-100
50-75
25-50
15-25
< 15

Lakossága 2019-ben 86,8 millió fő.

### Népességének változása
| Lakosok száma | 15 248 246 | 18 378 189 | 21 691 346 | 26 357 407 | 30 871 855 | 39 257 294 | 45 889 100 | 55 590 838 | 65 705 093 | 105 789 731 |
|               | 1960       | 1967       | 1973       | 1980       | 1986       | 1993       | 1999       | 2006       | 2012       | 2023        |

### Általános adatok
Az ország főként falusi népessége a keleti országrészben koncentrálódik, illetve az erdő zónától délre, amely az óceánhoz közeli Matadinál kezdődik és a fővároson, Kinshasán keresztül egészen Kelet-Kasai tartományig nyúlik. 2017-ben az ország lakosságának 43,5%-a élt városokban. 

### Legnépesebb települések
| Kép        | Rang | Város      | Tartomány         | Népesség  | Rang | Város      | Tartomány      | Népesség | Kép        |
| ---------- | ---- | ---------- | ----------------- | --------- | ---- | ---------- | -------------- | -------- | ---------- |
| Kinshasa   | 1.   | Kinshasa   | Kinshasa          | 7 785 965 | 11.  | Bukavu     | Dél-Kivu       | 225 389  | Mbuji-Mayi |
| Kinshasa   | 2.   | Lubumbashi | Felső-Katanga     | 1 373 770 | 12.  | Mwene-Ditu | Lomami         | 189 177  | Mbuji-Mayi |
| Kinshasa   | 3.   | Mbuji-Mayi | Kelet-Kasai       | 874 761   | 13.  | Kikwit     | Kwilu          | 186 991  | Mbuji-Mayi |
| Kinshasa   | 4.   | Kisangani  | Tshopo            | 539 158   | 14.  | Mbandaka   | Egyenlítői     | 184 185  | Mbuji-Mayi |
| Kinshasa   | 5.   | Masina     | Kinshasa          | 485 167   | 15.  | Matadi     | Kongó-központi | 180 109  | Mbuji-Mayi |
| Lubumbashi | 6.   | Kananga    | Lulua tartomány   | 463 546   | 16.  | Uvira      | Dél-Kivu       | 170 391  | Kisangani  |
| Lubumbashi | 7.   | Likasi     | Felső-Katanga     | 422 414   | 17.  | Boma       | Kongó-központi | 162 521  | Kisangani  |
| Lubumbashi | 8.   | Kolwezi    | Lualaba tartomány | 418 000   | 18.  | Butembo    | Észak-Kivu     | 154 621  | Kisangani  |
| Lubumbashi | 9.   | Tshikapa   | Kelet-Kasai       | 267 462   | 19.  | Gandajika  | Lomami         | 154 425  | Kisangani  |
| Lubumbashi | 10.  | Beni       | Észak-Kivu        | 232 000   | 20.  | Kalemie    | Tanganyika     | 146 974  | Kisangani  |

### Etnikai megoszlás
A lakosság 12 fő etnikai csoportból áll, ezeken belül 250 kisebb csoportot különböztetünk meg. A legnagyobb népcsoportok: bakongo, mongo, baluba, lunda, melyek bantu törzsek, és a lakosság 80%-át alkotják. A szudáni népcsoport alkotja a lakosság 18%-át, a fennmaradó 2% pedig nilóta.
A bantu népekre az alacsony, robusztus testalkat és a világosbarna bőr a jellemző. A szudániak magasabbak és sötétebb bőrűek, a legsötétebb bőrűek pedig a nilóták. Az országban egy-két százaléknyi pigmeus is található, ők a terület őslakói. A pigmeusok a negrid rasz, koiszan alrasszhoz tartoznak. Rendkívül alacsony termet, göndör haj és sárgásbarna bőr jellemzi őket.
A mintegy háromszáz nyelvet beszélő különböző etnikum közül a legjelentősebb a luba vagy lunda, 18 százalékos részesedéssel. Őket követik a mongók 16-17 százalék körüli arányukkal. Az ország névadói, a kongók 13 százalékos arányt képviselnek. Körülbelül a lakosság egy tizede ruhanda. Valamivel kevesebb arányban élnek itt rundik és ngalék. A kisebb csoportok közé tartoznak az azandék, a kubák vagy busongók, a hembák stb.

### Nyelvi megoszlás

A fő bantu nyelvek az országban

Az ország hivatalos nyelve a francia. Franciaország után itt beszélnek a világon legtöbben franciául. Az OIF 2014-es jelentése szerint a lakosság 47% -a tud franciául írni és olvasni. A fővárosban, Kinshasában ekkor a lakosság 67%-a tud franciául olvasni és írni, 68,5% -a pedig érti és beszéli a nyelvet.
A lakosság több mint 200 különböző nyelven beszél egymás közt: lingala (50%), kikongo (30%), szuahéli (10%), chokwe, kituba stb.
A lingalát főleg Kinshasában és az Egyenlítői tartományban beszélik.

### Vallási megoszlás
A lakosság nagy része vallásos és rendszeresen gyakorolja is hitét a templomok, mecsetek valamelyikében.
A vallásról eltérő adatú statisztikák születtek.
A lakosság kb. 80–95%-a keresztény, a maradék muzulmán, törzsi vallású.
A római katolikusok aránya kb. 50%-os, míg a lakosság kb. 20%-a valamely protestáns keresztény felekezet híve.
A kereszténység és a hagyományos törzsi hiedelmek szinkretizmusából intézményesült egyházak jöttek létre (→ Afrikai Intézményesült Egyházak). Egyik legelterjedtebb, több millió hívőt számon tartó népi-vallási mozgalom a Simon Kimbangu „próféta” (1887–1951) által életre hívott kimbanguizmus  (francia: Église kimbanguiste). Székhelye Nkamba városában van. A kereszténység alaptéziseiből indul ki. Hívei a politikától, az erőszak alkalmazásától való távolmaradást hirdetik, tartózkodnak az alkoholfogyasztástól, a dohányzástól, a tánctól.
A hagyományos törzsi vallásokban nagy szerepe van a különféle mágikus szertartásoknak és az ősök tiszteletének.

## Gazdaság

### Általános adatok

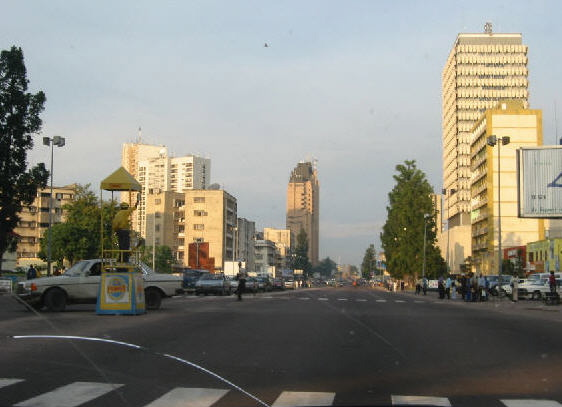
Kinshasa belvárosának egy része (Június 30-a sugárút). Csak a belváros városias jellegű.

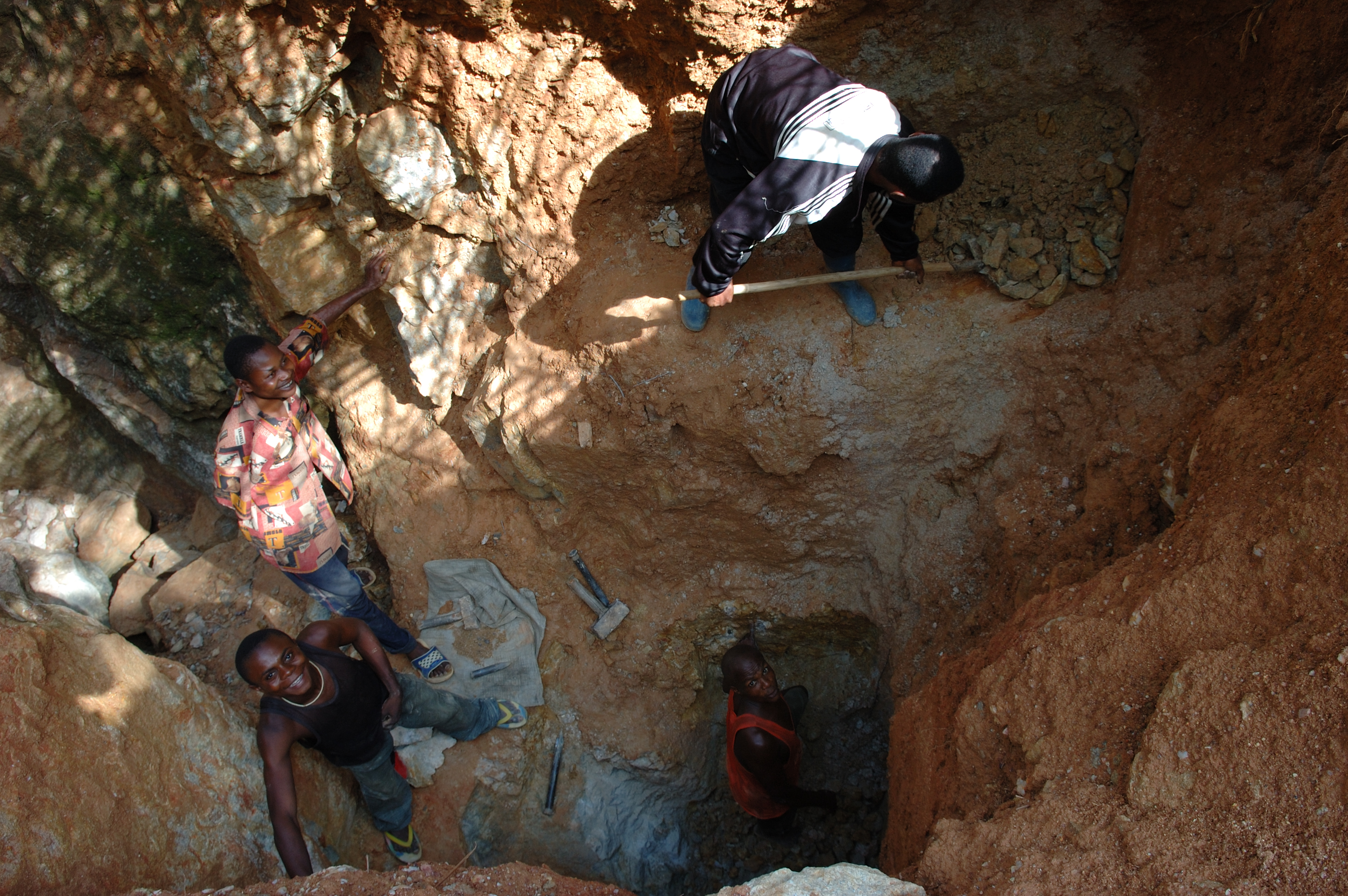
Volframit és kassziterit-bányászok, Kailo, Maniema tartomány

A Kongói Demokratikus Köztársaság bővelkedik természeti erőforrásokban, gazdasága jelenleg két évtizednyi hanyatlás után a javulás jeleit mutatja. Az első (1996–1997) és második kongói háború (1998–2003) jelentősen csökkentette a hazai termelést, a kormány bevételeit, növelte az államadósságot, a harcok, az éhínség valamint a betegségek következtében több mint ötmillió ember vesztette életét.
A külföldi befektetők a konfliktus kimenetelét övező bizonytalanság és az infrastruktúra hiánya miatt elhagyták az országot. A helyzet csak 2002-ben javult, amikor a megszálló seregek nagy része kivonult Kongóból. A kormány a Nemzetközi Valutaalappal és a Világbankkal együttműködve gazdasági terveket dolgozott ki, Joseph Kabila elnök vezetésével pedig megkezdték a reformok végrehajtását.
Adósságállománya 2004-ben meghaladta a 11 milliárd  USD-t. Belgium a legfőbb külföldi támogatója, segélyezője.
Az életszínvonal nagyon alacsony.
A gazdaság jelenleg leggyorsabban fejlődő régiói közül is kiemelkedik Katanga, mely már a 20. század elejétől a terület meghatározó övezete. Létalapja a bányászat és a hozzá csatlakozó nehézipar. Az ország gazdaságilag legfejlettebb két körzete: Kinshasa környéke és Katanga. 
- GDP (vásárlóerő-paritáson): (becsült érték) 28 milliárd  USD (2012-es adat)[37]
- GDP/fő (vásárlóerő-paritáson): (becsült érték) 400  USD (2012-ben)[37]

A CIA World Factbookban 2012-ben publikált becslés szerint a mezőgazdaság 44%, ipar 23%, szolgáltatás 33% részben járul hozzá az ország bruttó hazai termékéhez (GDP). A GDP növekedése 2012-ben 7,1% volt.

### Gazdasági ágazatok

#### Mezőgazdaság
A mezőgazdaság még mindig a lakosság 2/3-ának ad munkát.
Főbb termesztett növények: kávé, tea, banán, cukornád, olajpálma, kaucsuk, gyapot, kakaó, manióka, földimogyoró, gumós növények, kukorica, trópusi gyümölcsök. 
Van ültetvényes gazdálkodás is, de ez főleg külföldi tulajdonban van.
Jelentős még a fakitermelés és a belvízi halászat.

#### Ipar
Az ipar leginkább az ásványkincsek feldolgozására épül. A Katanga és Kasai régiókban találhatóak a világ legnagyobb iparigyémánt-bányái, de a legértékesebb exportcikke a réz. Jelentős urán-, arany-, ezüst-, ón-, kobalt-, volfrám- és cinkbányászat is folyik az országban.
További fő ágazatok: fogyasztói termékek gyártása (műanyag, lábbeli, cigaretta), textilipar, élelmiszeripar, cementgyártás, a kereskedelmi hajók javítása. 

#### Külkereskedelem
A nemzetközi kereskedelembe az ország elsősorban az ásványkincseivel és kitermelt fáival kapcsolódik be.
- Fő exportcikkek:[11] réz, gyémánt, arany, kobalt, fa és fából készült termékek, kőolaj, kávé.
- Fő importcikkek:[11] élelmiszer, bányászati és egyéb gépek, közlekedési eszközök, üzemanyag.

Legfőbb külkereskedelmi partnerei 2019-ben:
- Kivitel:  Kína 53%,  Egyesült Arab Emírségek 11%,

továbbiak: Szaúd-Arábia 6%, Dél-Korea 5%
- Behozatal:  Kína 29%,  Dél-afrikai Köztársaság 15%,  Zambia 12%

továbbiak: Ruanda 5%, Belgium 5%, India 5%

## Közlekedés
A közlekedés elmaradott. A fontosabb közlekedési eszközök a légi-közlekedés mellett a vízi-közlekedés és a vasút. A háborúk alatt a vasutak, közutak jelentősen megsérültek. Az infrastruktúra gyengesége miatt, az országon autóval áthaladni gyakorlatilag nem lehet. Vidéken sokfelé ritkaságnak számít az aszfaltozott út és az esős évszakban az utak járhatatlanná válnak.
A közlekedési hálózat gerince a Kongó vízrendszerének hajózható vízi útja. A vasutak ennek csak kiegészítői, a folyók zuhatagait megkerülve biztosítják az összeköttetést a hajózható szakaszok között. Az utak az ország belsejét igen hiányosan kötik össze. 

### Légi
A tartományi székhelyek és a főváros között működő légijáratok a személyforgalmat gyorsan bonyolítják le, de a légijáratok biztonsági rendszerei fejletlenek, gyakoriak a balesetek. 
Főbb repterek:
- Kinshasa (N’djili) nemzetközi repülőtér
- Lubumbashi nemzetközi repülőtér

### Vízi
15 ezer km vízi út van az országban. Több itt a hajózható folyó, és több árut és személyt szállítanak vízen, mint Afrika bármely országában. 
A legfontosabb folyóparti kikötője az óceánhoz közeli Matadi, amely egyben igen fontos vasúti csomópont is. Kinshasa a legnagyobb belföldi kikötő Afrikában. 

## Telekommunikáció
| Hívójel prefix | 9O-9T |
| ITU zóna       | 52    |
| CQ zóna        | 36    |

## Kultúra
Hagyományosan az asszonyok gyakran csavarnak egy sálat a fejükre, élénk, színes ruhákat viselnek és a kisgyermeküket a hátukra kötik. A nők hosszú szoknyát viselnek, nadrágot szinte soha. A fővárosban, Kinshasában a fiatalemberek közt sokan drága, divatos, nyugati ruhákat hordanak, miközben szegényes körülmények között laknak. Íratlan szabály, hogy valaki minél jobban öltözött, annál több tiszteletet fog kapni. Továbbá ha valaki jól öltözött, több ajtó nyílik meg előtte társadalmilag és gazdaságilag is.
A nők hagyományos szerepe az otthoni, házimunkák és háztartási teendők ellátása, a tűzifa és az ivóvíz biztosítása, a piacra járás. A földművelésből a férfiak és nők egyaránt kiveszik a részüket. A városban élők nagy része termékeit árulja az utcán. A lányok feladata egy bizonyos idő után, hogy vigyázzanak a kisebb testvérekre. Sok gyermek kényszerül dolgozni iskola után saját maga és családja fenntartásáért: eladást, cipőtisztítást stb. vállalnak.
Vidéken előfordulhat, hogy egy férfinak több felesége is van, ez leginkább a falufőnökökre jellemző.
Közös étkezéseknél a nők először a férfiakat szolgálják ki, akik székeken ülve esznek. Miután a férfiak befejezték az evést, a nők és a gyerekek a földön ülve fogyasztják el a megmaradt ételt. Étkezéshez csak a jobb kéz használata jellemző, a bal kéz a személyes higiéniai célokra van fenntartva.
Sokan megfelelő végzettség nélkül praktizálnak orvosként. Ugyanakkor az országban kuruzslók, gyógyító emberek jellemzők, akik különféle praktikákkal gyógyítják az embereket. Helyi nevén mganga (nganga), aki egyféle ezermester: füves-ember, pszichológus, orvos, bűvész, varázsló. A mganga gyógyít, jövendőt mond, kiűzi a gonosz szellemeket a megszállottból. Sok ember fordul hozzájuk, mielőtt fontos vállalkozásba kezdene.
Sok más afrikai és ázsiai államhoz hasonlóan itt sem ritka, hogy a szülők előre megegyeznek gyermekük jövendőbelijének kilétéről. A szülők közötti szerződések által köttetett házasságok száma azonban visszaszorulóban van, főként a nagyvárosokban. Vidéken még bevett szokás, hogy a vőlegény a menyasszonyért cserébe
tisztes összeget fizet a lány szüleinek. 
Nem jellemző a nyugati típusú családi modell, az emberek – főként vidéken – a hagyományos afrikai nagycsaládos modellben élnek. A családok feje az adott nemzetség legidősebb férfi tagja. Egyes törzseknél (főleg a bakongóknál) fontos szerepük van a nagybácsiknak is. A gyermekeket anyai nagybátyjuk oktatja, szakmát tanít nekik, illetve ő felelős a fiatalok minél előnyösebb párválasztásának „koordinálásáért” is. Az idősek megbecsülése mindennél fontosabb. 
Csodálni való a kongói emberek mérhetetlen jókedve: az élet egyszerűségét, természetességét tükrözi viselkedésük és a kommunikáció szerves része a nevetés. Tanulnivaló az itteni emberek hihetetlen kitartása, ereje, türelme és alázata. A kongóiak mind lelkileg, mind fizikailag meglepően erősek.
A helyiek úgy vélik, hogy a szegénység és a munkanélküliség, a betegségek miatt magas az emberek vallásos érdeklődése. Az úttestek mellett bódékon a "Jézus él", "Jézus megváltott", "Énekeljünk Jézusnak" stb. feliratok állnak. Szinte minden utcában található egy-egy templom, gyülekezeti sátor. Hétvégenként látványosan kiürülnek az utcák, az emberek templomokba mennek énekelni, nem egy-két órára, hanem szinte egy teljes napig. A templom egyszerre művelődési ház, a kikapcsolódás és a vallásgyakorlás helyszíne is.

### Oktatási rendszer
A kongói oktatás négy szintje megegyezik az Európában is ismert tagolódással (óvoda, általános iskola, középiskola, felsőoktatás), amely az egykori gyarmattartó hatalom iskolarendszerének lemásolásából fakad. 
Mivel szegény országról van szó sajnos, sok helyen nincsenek meg a normál oktatás feltételei, és a legtöbb
család örül, ha gyermeke legalább az általános iskolát be tudja fejezni. A középiskolákban (Ecole Secondaire) kétszintű oktatás zajlik, a tanulók „alap”-, illetve „magasabb” képesítést, bizonyítványt szerezhetnek. Az egyetemre (Université – Instituts Supérieurs) jutás természetszerűen nagy presztízsértékkel bír ebben az erősen fejlődő országban. 

### Művészetek

#### Zene, tánc
Jellegzetes népi hangszerek a dobok különféle fajtái, a kordofon hangszerek (ilyenek pl. a citerák – a mvet, vályúcitera, hárfacitera, továbbá a líra), az idiofon hangszerek (ilyenek pl. a xilofon fajtái: a balafon, marimba; vagy a klávesz, a kalimba, a csörgők, a csengettyűk), az aerofon hangszerek (sípok, fúvós hangszerek).
A zenéléshez többnyire házilag készített csörgőket és dobokat használnak.
Népszerű kongói tánczenei műfaj a soukous  (kongói rumba). A stílus az 1960–70-es években nagy népszerűséget nyert Afrika más országaiban is.
Népszerű még a kwassa-kwassa  és a ndombolo  tánczene is.

#### Képzőművészet
Stílusterületek:
- Alsó-Kongó stílusterület: a plasztikákban emlékfigurák, fétisek és állatszobrok jelennek meg. Gondot fordítanak a részletekre, az arc kerek, az arc részei aránytalanul nagyok. A figurák dinamikusak, a mozgás érzékeltetésére törekednek.
- Nyugat-Kongó stílusterület
Stíluscsoportok: bateke, bazaka, bapende. A bateke fétisek álló, nem nélküli figurák, merev tartással, rövid végtagokkal, hosszúkás, oszlopszerű testtel. A bazaka csoport fétisei, emlékszobrai és maszkjai rokonságban állnak a bateke stílussal, de a figurák dinamikusabbak, kidolgozásuk durvább. A bapende művészetben a nagy maszkok mellett amulettként használt, nyakban hordott, elefántcsontból faragott kis maszkszerű fejek a tipikusak. Az egyik sírszobornál különösen a test kerek hajlatai vannak kidolgozva. Az ülő testtartás világosan felismerhető, de a test felépítését a fatörzs szigorú formája határozza meg. A lábakhoz képest erősen felnagyított fej fokozza a kifejezés erejét, ugyanazzal a megrendítő mély fájdalommal hat ránk, mint az afrikai siratóénekek.
- Közép-Kongó stílusterület
Stíluscsoportok: busongo (kuba), bena lulua, baszongo. A busongo szobrászat portrészerű, nehézkes, statikus királyszobrai mellett a figurális vagy geometrikus díszítésű fakupák említhetők meg. A maszkok fából vagy háncsból készültek, felületük festett, csigákkal és gyöngyökkel kirakott. A bena lulua művészetben kis álló férfi és női figurák dominálnak. Nyakuk hosszú, lábuk rövid, felületükön gondosan elhelyezett díszítéssel, néha ruházat és fegyverek feltüntetésével. A baszongo művészetre szögletes idomokból összetevődő, aránytalanul nagy fétisfigurák jellemzők.
- Kelet-Kongó stílusterület: a babua (boa) művészetet figurális díszítésű székek, nyaktámaszok, edénytartó figurák és maszkok jellemzik. A székeknél és nyaktámaszoknál zömök női és férfialakok az ülő és támaszfelületet, az edénytartó figurák a sarkukon ülve fogják kezükben a faragott edényt. E naturalista kidolgozások mellett téglalap alakú, néha kerek, stilizált emberarcú maszkok tűnnek fel, ezek felületi díszítése harmonikusan változó fehér és fekete sávokból áll.
- Dél-Kongó stílusterület: a badzsokve törzs művészete a legkiemelkedőbb. Az alkotások között szobrok, maszkok, szertartási és főnöki jelvények, faragott székek szerepelnek. A szobrok mozgást fejeznek ki, a fej hosszúkás és ovális arcú, az arcvonások agresszívek. A faragványok csiszoltak és fényezettek.
- Észak-Kongó stílusterület: a mangbetu művészet legfontosabb műfaja a szobrászat és a figurális kerámia. Az álló nőket ábrázoló szobrok naturalisztikusak, arányosak, statikusak. Tipikusak a hengeres fatartók, emberfejeket formázó fedőikkel. A felül emberfejet mutató víztároló edények az afrikai kerámiaművészet legszebb alkotásai közé tartoznak. A Mangbetu Királyságban a 19. században agyagból épült dongaboltozatú csarnokok hosszúsága a 30 métert is eléri.

### Gasztronómia
Az ételek alapanyaga általában a rizs, a manióka (kasszáva), burgonya, banán, jamgyökér, bab, mogyoró, cukornád, mangó, papaja, kókuszdió. 
A helyiek mindennapi kenyere a fufu, egy kukoricalisztből és vízből készített, puliszkához hasonló köret, melyet különböző szószokkal fogyasztanak. Ilyen szósz például a padlizsános lecsó vagy a pondu (sóskához hasonló levélből készült pép).
Kedvelt, szinte mindennapi eledel a maniókagyökér, főzve, sütve, rántva és a főzőbanán kis karikákra vágva és megsütve. Sok halat, továbbá teknősbékát is fogyasztanak. Az egyetlen igazán elterjedt édesség a mikate-fánk.

## Turizmus
Ajánlott utazási időszak: május-szeptember között (száraz évszak).
Kinshasa bűnözési mutatói igen magasak. Sötétedés után az országban sehol nem tanácsos egyedül sétálgatni.

### Egészségügyi kockázatok
Az ide utazóknak szembe kell nézniük a jellegzetes trópusi betegségekkel, főként a maláriával.
Nagy az ebola veszély.

## Sport

### Labdarúgás
A Kongói Demokratikus Köztársaság labdarúgó válogatottja két alkalommal nyerte meg az Afrikai Nemzetek Kupáját. 1968-ban Ghána felett diadalmaskodott a nemzeti tizenegy 1-0 arányban, míg 1974-ben – Zaïre néven – Zambia válogatottját múlták felül. A Kongói demokratikus Köztársaság válogatottja – még Zaïre néven – első fekete afrikai csapatként jutott ki a világbajnokságra 1974-ben.

## Ünnepek
| Dátum        | Név                        |
| ------------ | -------------------------- |
| Január 1.    | Újév                       |
| Január 4.    | A mártírok napja           |
| Május 1.     | A munka ünnepe             |
| Május 17.    | Felszabadulás napja (1997) |
| Június 30.   | Függetlenség napja (1960)  |
| Augusztus 1. | A szülők napja             |
| November 17. | A fegyveres erők napja     |
| December 25. | Karácsony                  |
| December 30. | Szent Pál-nap              |